# Catedral de San Andrés Apóstol (Patras)
La Catedral de San Andrés Apóstol (en griego: Agios Andreas, Άγιος Ανδρέας) es una basílica ortodoxa griega en el lado oeste del centro de la ciudad de Patras en Grecia. Junto con la cercana antigua iglesia de San Andrés, es un lugar de peregrinación para cristianos de todo el mundo. Está dedicado al Primer Apóstol llamado por Cristo, San Andrés el Apóstol. La construcción de la catedral de estilo bizantino comenzó en 1908 bajo la supervisión del arquitecto Anastasios Metaxas, seguida por Georgios Nomikos. Fue inaugurada 66 años después, en 1974. Cubre aproximadamente 1.800 metros cuadrados (algunas fuentes dicen 2.000). Es la iglesia más grande de Grecia y la tercera iglesia más grande de estilo bizantino en los Balcanes, después de la Catedral de San Sava en Belgrado y la Catedral de Alejandro Nevski en Sofía. Sobre la cúpula central hay una cruz dorada de 5 metros de largo y sobre las otras cúpulas hay 12 cruces más pequeñas. Estas cruces simbolizan a Jesús y sus apóstoles. El interior de la iglesia está decorada con pinturas murales de estilo bizantino y mosaicos.

## Reliquias
Las reliquias del apóstol San Andrés se encuentran en esta catedral. Consisten en el dedo meñique, parte de la parte superior del cráneo del Apóstol, y pequeñas porciones de la cruz en la que fue martirizado, todo guardado en un relicario especial. El sagrado cráneo del Apóstol fue enviado allí desde la Basílica de San Pedro en Roma, en septiembre de 1964, por orden del Papa Pablo VI. El cardenal Augustin Bea y 15 cardenales presentaron la reliquia al obispo Constantino de Patras el 24 de septiembre de 1964. Miles de personas (entre ellas el primer ministro George Papandreou) y muchos obispos ortodoxos griegos participaron en la ceremonia de recepción del cráneo. Después de una procesión por las calles de la ciudad, el cráneo fue colocado en una mitra especial de plata dentro de la iglesia. La cruz de San Andrés fue tomada de Grecia durante las cruzadas por el duque de Borgoña. Partes de la cruz se mantuvieron desde la Edad Media en la Abadía de San Víctor de Marsella. Fueron devueltos a Patras el 19 de enero de 1980. La cruz del apóstol fue entregada al obispo de Patras Nicodemo por la delegación católica dirigida por el cardenal Roger Etchegaray.